# Cleveland Browns 1969
La stagione 1969 dei Cleveland Browns è stata la 20ª della franchigia nella National Football League, l'ultima prima della fusione AFL-NFL. La squadra raggiunse i playoff per il terzo anno consecutivo. Nella finale della Eastern Conference i Browns batterono i Dallas Cowboys, qualificandosi per la finale del campionato NFL dove persero contro i Minnesota Vikings. Quella con Dallas fu l'ultima vittoria dei Browns nei playoff fino al 1986 e l'ultima in trasferta fino al 2020.

## Roster
| Roster dei Cleveland Browns nel 1969 |
| --- |
| Quarterback - 16 Bill Nelsen - 17 Jerry Rhome Running Back - 44 Leroy Kelly - 30 Ron Johnson - 35 Bo Scott Wide Receiver - 86 Gary Collins - 43 Fair Hooker - 41 Dave Jones - 42 Paul Warfield Tight End - 83 Chip Glass - 89 Milt Morin Offensive Linemen - 73 Monte Clark T - 64 im Copeland G - 65 John Demarie G - 66 Gene Hickerson G - 54 Fred Hoaglin C - 77 Dick Schafrath T Defensive Linemen - 71 Walter Johnson DT - 81 Jack Gregory DE - 88 Ron Snidow DE - 70 Joe Righetti DT - 84 Marvin Upshaw DE Linebacker - 52 Billy Andrews - 50 John Garlington - 51 Dale Lindsey - 56 Bob Matheson Defensive Back - 40 Erich Barnes CB - 21 Dean Brown - 28 Ben Davis CB - 34 Mike Howell S - 24 Ernie Kellerman S - 29 Walt Sumner CB - 20 Freddie Summers CB/S Special Team - 12 Don Cockroft K/P |
| Legenda - I rookie sono in corsivo. - Il primo ruolo è il principale mentre gli eventuali successivi indicano i ruoli secondari. - (IR) sta per Injured Reserve ed indica la lista ristretta per un solo giocatore infortunato che può tornare ad allenarsi dopo la settimana 6 e a rientrare in prima squadra dopo che questa ha giocato 8 partite. - (NF-Inj.) / (NF-Ill.) stanno rispettivamente per Non-Football Injured e Non-Football Illness ed indicano le liste dove viene inserito un giocatore che ha un infortunio o una malattia non dipendente dal football americano. - (PUP) sta per Physically Unable to Perform ed indica la lista dove viene inserito un giocatore mentre è in attesa di recuperare la condizione fisica. Nella stagione regolare dopo la sesta partita giocata dalla propria squadra, il giocatore ha tempo tre settimane per riprendere ad allenarsi, più tre settimane aggiuntive dal suo rientro agli allenamenti per rientrare in prima squadra. |

## Calendario
| Stagione regolare |              |                        |           |          |
| Turno             | Data         | Avversario             | Risultato | Pubblico |
| 1                 | 21 settembre | at Philadelphia Eagles | V 27–20   | 60,658   |
| 2                 | 28 settembre | Washington Redskins    | V 27–23   | 82,581   |
| 3                 | 5 ottobre    | Detroit Lions          | S 21–28   | 82,933   |
| 4                 | 12 ottobre   | at New Orleans Saints  | V 27–17   | 71,274   |
| 5                 | 18 ottobre   | Pittsburgh Steelers    | V 42–31   | 84,078   |
| 6                 | 26 ottobre   | St. Louis Cardinals    | P 21–21   | 81,186   |
| 7                 | 2 novembre   | Dallas Cowboys         | V 42–10   | 84,850   |
| 8                 | 9 novembre   | at Minnesota Vikings   | S 3–51    | 47,700   |
| 9                 | 16 novembre  | at Pittsburgh Steelers | V 24–3    | 47,670   |
| 10                | 23 novembre  | New York Giants        | V 28–17   | 80,595   |
| 11                | 30 novembre  | at Chicago Bears       | V 28–24   | 45,050   |
| 12                | 7 dicembre   | Green Bay Packers      | V 20–7    | 82,137   |
| 13                | 14 dicembre  | at St. Louis Cardinals | V 27–21   | 44,924   |
| 14                | 21 dicembre  | at New York Giants     | S 14–27   | 62,966   |

### Playoff
| Playoff            |                |                      |           |        |                      |          |         |
| Turno              | Data           | Avversario           | Risultato | Record | Stadio               | Pubblico | Sintesi |
| Eastern Conference | 27 dicembre    | at Dallas Cowboys    | V 38–14   | 1–0    | Cotton Bowl          | 69,321   | Recap   |
| Finale             | 4 gennaio 1970 | at Minnesota Vikings | S 7–27    | 1–1    | Metropolitan Stadium | 47,900   | Recap   |

## Classifiche
| NFL Century         |    |    |   |      |       |       |     |     |     |
|                     | V  | S  | P | %    | CONF  | DIV   | PF  | PS  | STR |
| Cleveland Browns    | 10 | 3  | 1 | .769 | 4–1–1 | 8–1–1 | 351 | 300 | S1  |
| New York Giants     | 6  | 8  | 0 | .429 | 4–2   | 4–6   | 264 | 298 | V3  |
| St. Louis Cardinals | 4  | 9  | 1 | .308 | 3–2–1 | 3–6–1 | 314 | 389 | S3  |
| Pittsburgh Steelers | 1  | 13 | 0 | .071 | 0–6   | 0–10  | 218 | 404 | S13 |

Note: I pareggi non venivano conteggiati ai fini della classifica fino al 1972.